# مهووس (فلم 2012)
مهووس أو مختل (بالإنجليزية: Maniac) هو فيلم رعب وإثارة تم انتاجه في فرنسا والولايات المتحدة وصدر سنة 2012، من بطولة اليجاه وود ونورا أرنزيدير، والفيلم عبارة عن إعادة صناعة لفليم يحمل نفس الاسم صدر سنة 1980.

## القصة
تدور أحداث الفيلم حول مالك لمتجر دمى المانيكان (المستخدمة لعرض الملابس في المتاجر)، يعمل على تطوير مفهوم للأزياء مع امرأة صغيرة جميلة، ومع تطور علاقتهما تزداد سيطرة الهواجس عليه وتتحرر رغبته المكبوتة في مطاردة وقتل ضحاياه بشكل عنيف ووحشي.

## الميزانية والإيرادات
حقّق الفيلم أرباحًا تقدّر بـ 2.6 مليون دولار أمريكي.

## وصلات خارجية
- مهووس على موقع IMDb (الإنجليزية)
- مهووس على موقع ميتاكريتيك (الإنجليزية)
- مهووس على موقع روتن توميتوز (الإنجليزية)
- مهووس على موقع نتفليكس (الإنجليزية)
- مهووس على موقع قاعدة بيانات الأفلام العربية
- مهووس على موقع ألو سيني (الفرنسية)
- مهووس على موقع Turner Classic Movies (الإنجليزية)
- مهووس على موقع أول موفي (الإنجليزية)
- مهووس على موقع بوكس أوفيس موجو (الإنجليزية)
- مهووس على موقع فيلمافينيتي (الإسبانية)

- مهووس على IMDb
- مهووس على Rotten Tomatos
- مهووس على Metacritic